# Горномарийский язык
Горномари́йский язы́к (самоназвание — кырык мары) — язык горных марийцев, литературный язык на основе горного наречия марийского языка. Число носителей — 36 822 (перепись 2002). Распространён в Горномарийском, Юринском и Килемарском районах Марий Эл, а также в Воскресенском районе Нижегородской области. На севере ареала своего распространения соприкасается с северо-западным марийским языком, вместе с которым занимает западные регионы распространения марийских языков.
Горномарийский язык, наряду с лугововосточным марийским и русским языками, является одним из государственных языков Республики Марий Эл.
На горномарийском языке выходят газеты «Жерӓ» и «Йӓмдӹ ли!», литературный журнал «У сем», вещает Горномарийское радио.

## Численность
По данным Всероссийской переписи 2002 года горномарийским языком владели:
| Федеральный округ/Субъект РФ         | Численность в 2002 году (% от общей численности) |
| ------------------------------------ | ------------------------------------------------ |
| Приволжский ФО, в том числе          | 26 012 (70,6 %)                                  |
| - Марий Эл                           | 18 056 (49 %)                                    |
| - Башкортостан                       | 3381 (9,2 %)                                     |
| - Татарстан                          | 1226 (3,3 %)                                     |
| - Нижегородская область              | 1341 (3,6 %)                                     |
| Уральский ФО, в том числе            | 5970 (16,2 %)                                    |
| - Свердловская область               | 4949 (13,4 %)                                    |
| Центральный ФО                       | 1354 (3,7 %)                                     |
| Сибирский ФО                         | 1273 (3,5 %)                                     |
| Южный ФО (вкл. Северо-Кавказский ФО) | 1176 (3,2 %)                                     |
| Северо-Западный ФО                   | 558 (1,5 %)                                      |
| Дальневосточный ФО                   | 479 (1,3 %)                                      |
| ВСЕГО                                | 36 822 (100 %)                                   |

По данным Всероссийской переписи 2010 года горномарийским языком владели: 23 062 человек.

## Диалекты
- Горное наречие — язык горных мари, распространён на правом берегу Волги:
  - Еласовский говор — основа литературного языка,
  - Кузнецовский говор,
  - Емангашский говор,
  - Виловатовский говор.
- Лесное наречие — язык лесных мари, распространён на левом берегу Волги:
  - Кузьминский говор,
  - Килемарский говор,
  - Ардинский говор,
  - Юксарский говор.

## Письменность
Горномарийский алфавит
| А а | Ӓ ӓ | Б б | В в | Г г | Д д | Е е | Ё ё |
| Ж ж | З з | И и | Й й | К к | Л л | М м | Н н |
| О о | Ӧ ӧ | П п | Р р | С с | Т т | У у | Ӱ ӱ |
| Ф ф | Х х | Ц ц | Ч ч | Ш ш | Щ щ | Ъ ъ | Ы ы |
| Ӹ ӹ | Ь ь | Э э | Ю ю | Я я |     |     |     |

## История исследований языка
Первые исследования марийских языков появляются в начале XVIII века.
Первая грамматика горномарийского — «Черемисская грамматика», Казань, 1837. В дальнейшем изучение марийских языков и наречий ведётся русскими, финскими и венгерскими учёными, а в советское время их изучением занимались, в основном, марийские учёные.
В настоящее время существует два в достаточной мере оформленных литературных марийских языка: марийский горный и марийский луговой.
По своему фонетическому строю марийский язык весьма своеобразен, и в этом отношении он резко отличается от других финно-угорских языков. И гласные, и согласные подчиняются сингармонизму. Особенно полно он развит в горном наречии. Если в каком-либо слоге имеются а, о, у или ы̆, то в последующих слогах выступают кроме э и и только а, о, у или ы̆; если же в каком-либо слоге имеются ä, ö, ÿ или ӹ, то в последующих слогах выступают кроме э и и только ä, ö, ÿ или ӹ. В слогах с ä, ö, ÿ, ӹ, а также э и и согласные (кроме ль и нь, которые всегда мягки) звучат полумягко.
В настоящее время литературные марийские языки пользуются письмом, построенным на основе так называемой русской «гражданской» азбуки. Построение письма в общем рационально. Принцип его — фонетический.